# دار الذهابة (السبرة)

تعديل مصدري - تعديل

دارالذهابة محلة تابعة لقرية الجاح الازهور، التابعة لعزلة الازهور بمديرية السبرة إحدى مديريات محافظة إب في الجمهورية اليمنية، بلغ تعداد سكانها 21 حسب تعداد اليمن لعام 2004.